# شهرستان صیدا
شهرستان صیدا (به عربی: قضاء صیدا) یک سکونتگاه مسکونی در لبنان است که در استان جنوبی لبنان واقع شده‌است.

## خصوصیات
شهرستان صیدا ۲۷۵ کیلومترمربع مساحت و ۲۰۷٬۵۰۰ نفر جمعیت دارد.